# Alexandre Desplat
Alexandre Michel Gérard Desplat (Paris, 23 de agosto de 1961)  é um compositor francês, reconhecido pelas suas trilhas sonoras compostas especialmente para filmes. Entre suas obras de maior destaque estão A Rainha, O Curioso Caso de Benjamin Button, O Fanstástico Sr. Raposo, Argo, O Discurso do Rei, ambas as partes de Harry Potter e As Relíquias da Morte, A Bússola de Ouro, A Árvore da Vida, além de O Grande Hotel Budapeste, que lhe rendeu o Oscar de Melhor Trilha Sonora após oito indicações. Ele recebeu seu segundo Oscar de Melhor Trilha Sonora por A Forma da Água, em 2018. Desplat também recebeu sete indicações ao BAFTAs, vencendo em duas oportunidades, e dez indicações ao Globo de Ouro, que ganhou também duas vezes.

## Início
Desplat nasceu em Paris, filho de pai francês e mãe grega que se conheceram na Universidade da Califórnia em Berkeley. Desde cedo, já ouvia peças de grandes compositores como Ravel e Debussy, além de manter contato com o Jazz e a World Music. Ao cinco anos, começou a tocar piano e depois, trompete, vindo pouco depois a definir a flauta como seu instrumento principal. Juntamente com sua educação musical de viés mais clássico, Desplat interessou-se também pela música brasileira e africana, enriquecendo seu conhecimento e abrindo portas para que entrasse no mundo das trilhas sonoras.

## Carreira
Alexandre Desplat compôs extensivamente para filmes, tanto na França como em Hollywood, e, desde 1985, já somam mais de 170 trilhas creditadas em seu nome. Além de seu trabalho orquestral, ele já compôs músicas individuais que foram cantadas em filmes por artistas como Kate Beckinsale, Charlotte Gainsbourg e Catherine Ringer. Também escreveu músicas para peças de teatro e, como maestro, conduziu apresentações da London Symphony Orchestra e da Royal Philharmonic Orchestra.
Ao longo da primeira metade da década dos anos 2000, Desplat já vinha trabalhando em filmes como Girl with a Pearl Earring, Syriana e The Painted Veil, recebendo três indicações ao Globo de Ouro por esses trabalhos. Em 2007, ele ganhou mais notoriedade internacional ao compor trilhas para os filme Se, jie, The Golden Compass, Mr. Magorium's Wonder Emporium e, sobretudo, A Rainha, filme pelo qual ele recebeu sua primeira indicação ao Oscar. No ano de 2008, Desplat recebeu sua segunda indicação ao Oscar com o filme The Curious Case of Benjamin Button e, em 2009, recebeu sua terceira indicação ao Oscar e uma ao BAFTA pela sua trilha composta para Fantastic Mr. Fox. Nesse mesmo ano, Desplat também trabalhou nos filmes Coco avant Chanel, baseado na vida da estilista Coco Chanel, Julie & Julia, e em The Twilight Saga: New Moon.
No ano de 2010, Desplat trabalhou nos filmes The Ghost Writer, Harry Potter e as Relíquias da Morte - Parte 1 e O Discurso do Rei, recebendo sua quarta indicação ao Oscar. Já em 2011, ele compôs as trilhas para The Ghost Writer, Harry Potter e as Relíquias da Morte - Parte 2 e A Árvore da Vida, esta última que sofreu diversos cortes na montagem final do filme. Em 2012, ganhou destaque com trabalhos como A Hora Mais Escura e Argo, este último que recebeu indicações ao Oscar e ao Globo de Ouro pela trilha. Philomena foi o seu maior trabalho no ano de 2013.
Em 2014, Desplat foi anunciado como presidente do Júri do 71º Festival de Veneza, sendo o primeiro compositor a receber tal cargo. Neste mesmo ano, ele compôs trilhas sonoras para filmes como Invencível, Godzilla e O Jogo da Imitação, além de O Grande Hotel Budapeste, de Wes Anderson, filme pelo qual ele venceu o seu primeiro Oscar. Em 2015, Desplat compôs para A Garota Dinamarquesa e recebeu uma nova indicação ao Globo de Ouro pelo trabalho. No ano seguinte, em 2016, o compositor foi homenageado com o Prêmio Max Steiner, o qual ele na cidade de Viena, Áustria. Na cerimônia, realizada no dia 14 de outubro de 2016, a obra de Desplat foi apresentada ao vivo pela ORF Radio Symphony Orchestra. Em 2018, foi aclamado pela crítica especializada pelo seu trabalho em Valerian e a Cidade dos Mil Planetas e recebeu mais uma indicação ao Oscar pela trilha composta para A Forma da Água, de Guillermo del Toro, no qual saiu mais uma vez vencedor.
Desplat mantém parcerias com diversos diretores. Desde 1994, ele é colaborador recorrente do diretor francês Jacques Audiard, com destaque para filmes como Ferrugem e Osso e O Profeta. Outra parceria bem sucedida do compositor é com o diretor Wes Anderson, iniciada em 2009 com O Fantástico Sr. Raposo e mantida desde então. Desplat também colabora frequentemente com diretores como George Clooney, Tom Hooper e Stephen Frears.

## Prêmios e Indicações

### Oscar
| Ano  | Filme                               | Categoria            | Resultado |
| ---- | ----------------------------------- | -------------------- | --------- |
| 2007 | A Rainha                            | Melhor Trilha Sonora | Indicado  |
| 2009 | The Curious Case of Benjamin Button | Melhor Trilha Sonora | Indicado  |
| 2010 | Fantastic Mr. Fox                   | Melhor Trilha Sonora | Indicado  |
| 2011 | O Discurso do Rei                   | Melhor Trilha Sonora | Indicado  |
| 2013 | Argo                                | Melhor Trilha Sonora | Indicado  |
| 2014 | Philomena                           | Melhor Trilha Sonora | Indicado  |
| 2015 | The Grand Budapest Hotel            | Melhor Trilha Sonora | Venceu    |
| 2015 | O Jogo da Imitação                  | Melhor Trilha Sonora | Indicado  |
| 2018 | A Forma da Água                     | Melhor Trilha Sonora | Venceu    |
| 2019 | Isle of Dogs                        | Melhor Trilha Sonora | Indicado  |

### Globos de Ouro
| Ano  | Filme                               | Categoria            | Resultado |
| ---- | ----------------------------------- | -------------------- | --------- |
| 2004 | Girl with a Pearl Earring           | Melhor Trilha Sonora | Indicado  |
| 2006 | Syriana: A Indústria do Petróleo    | Melhor Trilha Sonora | Indicado  |
| 2007 | The Painted Veil                    | Melhor Trilha Sonora | Venceu    |
| 2009 | The Curious Case of Benjamin Button | Melhor Trilha Sonora | Indicado  |
| 2011 | O Discurso do Rei                   | Melhor Trilha Sonora | Indicado  |
| 2013 | Argo                                | Melhor Trilha Sonora | Indicado  |
| 2015 | O Jogo da Imitação                  | Melhor Trilha Sonora | Indicado  |
| 2016 | A Garota Dinamarquesa               | Melhor Trilha Sonora | Indicado  |
| 2018 | A Forma da Água                     | Melhor Trilha Sonora | Venceu    |
| 2023 | Pinnocchio                          | Melhor Trilha Sonora | Indicado  |

### Grammy
| Ano  | Filme                                          | Categoria                             | Resultado |
| ---- | ---------------------------------------------- | ------------------------------------- | --------- |
| 2009 | O Curioso Caso de Benjamin Button              | Melhor Trilha Sonora para Meio Visual | Indicado  |
| 2011 | O Discurso do Rei                              | Melhor Trilha Sonora para Meio Visual | Venceu    |
| 2012 | Harry Potter e as Relíquias da Morte - Parte 2 | Melhor Trilha Sonora para Meio Visual | Indicado  |
| 2013 | Argo                                           | Melhor Trilha Sonora para Meio Visual | Indicado  |
| 2013 | A Hora Mais Escura                             | Melhor Trilha Sonora para Meio Visual | Indicado  |
| 2015 | O Grande Hotel Budapeste                       | Melhor Trilha Sonora para Meio Visual | Venceu    |

### Critics' Choice Awards
| Ano  | Filme                          | Categoria            | Resultado |
| ---- | ------------------------------ | -------------------- | --------- |
| 2023 | Pinóquio de Guillermo del Toro | Melhor Trilha Sonora | Indicado  |

### BAFTA
| Ano  | Filme                          | Categoria            | Resultado |
| ---- | ------------------------------ | -------------------- | --------- |
| 2023 | Pinóquio de Guillermo del Toro | Melhor Trilha Sonora | Indicado  |